# Іваницька Людмила Вікторівна
Людми́ла Ві́кторівна Івани́цька (29 вересня 2007, Івано-Франківськ) — українська шахістка, чемпіонка України із швидких та блискавичних шахів 2024 року.
Її рейтинг станом на лютий 2025 року:
- класичні шахи — 1992 (39-те серед шахісток України, 10-те в Україні серед дівчат до 20 років)
- швидкі шахи (рапід) — 2234 (8-ме серед шахісток України, 2-ге в Україні серед дівчат до 20 років)
- блискавичні шахи (бліц) — 2140 (9-те серед шахісток України, 1-ше в Україні серед дівчат до 20 років).

## Досягнення
- Чемпіонка України 2023 року з бліцу серед дівчат до 16 років[1];
- Чемпіонка України 2024 року (класичні шахи) серед дівчат до 20 років[2];
- Чемпіонка України 2024 року з рапіду серед дівчат до 20 років[3];
- Чемпіонка України 2024 року з бліцу серед дівчат до 20 років[4];
- Чемпіонка України з рапіду серед жінок 2024 року[5].
- Чемпіонка України з бліцу серед жінок 2024 року[6];
- Срібна призерка чемпіонату України з рапіду серед дівчат до 20 років, 7 з 9 очок (Львів, 2025)[7];
- Срібна призерка чемпіонату України з бліцу серед дівчат до 20 років, 9 з 11 очок (Львів, 2025)[8].

## Турнірні результати

### Чемпіонат України (класичні шахи)
| Рік  | Місто | Турнір                 | + | − | = | Результат | Місце |
| ---- | ----- | ---------------------- | - | - | - | --------- | ----- |
| 2024 | Львів | 83-й чемпіонат України | 6 | 2 | 1 | 6½ з 9    | 5     |

### Чемпіонат України (швидкі та блискавичні шахи)
| Рік  | Місто  | Турнір                    | + | − | = | Результат | Місце |
| ---- | ------ | ------------------------- | - | - | - | --------- | ----- |
| 2021 | Дніпро | чемпіонат України (рапід) | 4 | 3 | 2 | 5 з 9     | 14    |
| 2021 | Дніпро | чемпіонат України (бліц)  | 5 | 4 | 0 | 5 з 9     | 11    |
| 2024 | Львів  | чемпіонат України (рапід) | 8 | 0 | 1 | 8½ з 9    | Gold  |
| 2024 | Львів  | чемпіонат України (бліц)  | 9 | 2 | 0 | 9 з 11    | Gold  |